# Toplița, Hunedoara
Toplița este satul de reședință al comunei cu același nume din județul Hunedoara, Transilvania, România. Se află în partea de vest a județului, în Munții Poiana Ruscă, pe Cerna.

Toplița în Harta Iosefină a Transilvaniei, 1769-1773